# Jamacaria albofenestrata
Jamacaria albofenestrata là một loài ruồi trong họ Tachinidae.